# Natació als Jocs Olímpics d'estiu de 1984
Als Jocs Olímpics d'Estiu de 1984 celebrats a la ciutat de Los Angeles (Estats Units d'Amèrica) es disputaren 29 proves de natació, 15 en categoria masculina i 14 en categoria femenina. La competició es desenvolupà a la Piscina Olímpica McDonald's de la Universitat del Sud de Califòrnia entre els dies 29 de juliol i 4 d'agost de 1984.
Hi participaren un total de 494 nedadors, entre ells 338 homes i 186 dones, de 67 comitès nacionals diferents.

## Resum de medalles

### Categoria masculina
| Prova                   | Or                                                                          | Or      | Argent                                                                  | Argent  | Bronze                                                               | Bronze  |
| 100 m lliures Detalls   | Rowdy Gaines                                                                | 49.80   | Mark Stockwell                                                          | 50.24   | Per Johansson                                                        | 50.31   |
| 200 m lliures Detalls   | Michael Groß                                                                | 1:47.44 | Michael Heath                                                           | 1:49.10 | Thomas Fahrner                                                       | 1:49.69 |
| 400 m lliures Detalls   | George DiCarlo                                                              | 3:51.23 | John Mykkanen                                                           | 3:51.49 | Justin Lemberg                                                       | 3:51.79 |
| 1.500 m lliures Detalls | Michael O'Brien                                                             | 15:05.2 | George DiCarlo                                                          | 15:10.5 | Stefan Pfeiffer                                                      | 15:12.1 |
| 100 m esquena Detalls   | Rick Carey                                                                  | 55.79   | Dave Wilson                                                             | 56.35   | Mike West                                                            | 56.49   |
| 200 m esquena Detalls   | Rick Carey                                                                  | 2:00.23 | Frédéric Delcourt                                                       | 2:01.75 | Cameron Henning                                                      | 2:02.37 |
| 100 m braça Detalls     | Steve Lundquist                                                             | 1:01.65 | Victor Davis                                                            | 1:01.99 | Peter Evans                                                          | 1:02.97 |
| 200 m braça Detalls     | Victor Davis                                                                | 2:13.34 | Glenn Beringen                                                          | 2:15.79 | Etienne Dagon                                                        | 2:17.41 |
| 100 m papallona Detalls | Michael Groß                                                                | 53.08   | Pablo Morales                                                           | 53.23   | Glenn Buchanan                                                       | 53.85   |
| 200 m papallona Detalls | Jon Sieben                                                                  | 1:57.04 | Michael Groß                                                            | 1:57.40 | Rafael Vidal                                                         | 1:57.51 |
| 200 m estils Detalls    | Alex Baumann                                                                | 2:01.42 | Pablo Morales                                                           | 2:03.05 | Neil Cochran                                                         | 2:04.38 |
| 400 m estils Detalls    | Alex Baumann                                                                | 4:17.41 | Ricardo Prado                                                           | 4:18.45 | Rob Woodhouse                                                        | 4:20.50 |
| 4x100 m lliures Detalls | Estats Units Chris Cavanaugh · Michael Heath · Matt Biondi · Rowdy Gaines · | 3:19.03 | Austràlia Greg Fasala · Neil Brooks · Michael Delany · Mark Stockwell · | 3:19.68 | Suècia Thomas Lejdström · Per Johansson · Bengt Baron · Mikael Örn · | 3:22.69 |
| 4x200 m lliures Detalls | Estats Units Michael Heath · David Larson · Jeff Float · Bruce Hayes ·      | 7:15.69 | RFA Thomas Fahrner · Dirk Korthals · A. Schowtka · Michael Groß         | 7:15.73 | Regne Unit Neil Cochran · Paul Easter · Paul Howe · Andrew Astbury   | 7:24.78 |
| 4x100 m estils Detalls  | Estats Units Rick Carey · Steve Lundquist · Pablo Morales · Rowdy Gaines    | 3:39.30 | Canadà Mike West · Victor Davis · Tom Ponting · Sandy Goss ·            | 3:43.23 | Austràlia Mark Kerry · Peter Evans · Glenn Buchanan · Mark Stockwell | 3:43.25 |

### Categoria femenina
| Prova                   | Or                                                                               | Or      | Argent                                                                         | Argent  | Bronze                                                                   | Bronze  |
| 100 m lliures Detalls   | Carrie Steinseifer                                                               | 55.92   | No es concedí                                                                  |         | Annemarie Verstappen                                                     | 56.08   |
| 100 m lliures Detalls   | Nancy Hogshead                                                                   | 55.92   | No es concedí                                                                  |         | Annemarie Verstappen                                                     | 56.08   |
| 200 m lliures Detalls   | Mary Wayte                                                                       | 1:59.23 | Cynthia Woodhead                                                               | 1:59.50 | Annemarie Verstappen                                                     | 1:59.69 |
| 400 m lliures Detalls   | Tiffany Cohen                                                                    | 4:07.10 | Sarah Hardcastle                                                               | 4:10.29 | June Croft                                                               | 4:11.49 |
| 800 m lliures Detalls   | Tiffany Cohen                                                                    | 8:24.95 | Michele Richardson                                                             | 8:30.73 | Sarah Hardcastle                                                         | 8:32.60 |
| 100 m esquena Detalls   | Theresa Andrews                                                                  | 1:02.55 | Elizabeth Mitchell                                                             | 1:02.63 | Jolanda de Rover                                                         | 1:02.91 |
| 200 m esquena Detalls   | Jolanda de Rover                                                                 | 2:12.38 | Amy White                                                                      | 2:13.04 | Aneta Patrascoiu                                                         | 2:13.29 |
| 100 m braça Detalls     | Petra van Staveren                                                               | 1:09.88 | Anne Ottenbrite                                                                | 1:10.69 | Catherine Poirot                                                         | 1:10.70 |
| 200 m braça Detalls     | Anne Ottenbrite                                                                  | 2:30.38 | Susan Rapp                                                                     | 2:31.15 | Ingrid Lempereur                                                         | 2:31.40 |
| 100 m papallona Detalls | Mary Meagher                                                                     | 59.26   | Jenna Johnson                                                                  | 1:00.19 | Karin Seick                                                              | 1:01.36 |
| 200 m papallona Detalls | Mary Meagher                                                                     | 2:06.90 | Karen Phillips                                                                 | 2:10.56 | Ina Beyermann                                                            | 2:11.91 |
| 200 m estils Detalls    | Tracy Caulkins                                                                   | 2:12.64 | Nancy Hogshead                                                                 | 2:15.17 | Michelle Pearson                                                         | 2:15.92 |
| 400 m estils Detalls    | Tracy Caulkins                                                                   | 4:39.24 | Suzanne Landells                                                               | 4:48.30 | Petra Zindler                                                            | 4:48.57 |
| 4x100 m lliures Detalls | Estats Units Jenna Johnson · Carrie Steinseifer · Dara Torres · Nancy Hogshead · | 3:43.43 | Països Baixos A. Verstappen · Desi Reijers · Elles Voskes · Conny van Bentum · | 3:44.40 | RFA Iris Zscherpe · Susanne Schuster · Christiane Pielke · Karin Seick · | 3:45.56 |
| 4x100 m estils Detalls  | Estats Units Theresa Andrews · Tracy Caulkins · Mary Meagher · Nancy Hogshead ·  | 4:08.34 | RFA Svenja Schlicht · Ute Hasse · Ina Beyermann · Karin Seick ·                | 4:11.97 | Canadà Reema Abdo · Anne Ottenbrite · Michelle MacPherson · Pamela Rai · | 4:12.98 |

## Medaller
| Posició | País          | Or | Argent | Bronze | Total |
| 1       | Estats Units  | 21 | 13     | 0      | 34    |
| 2       | Canadà        | 4  | 3      | 3      | 10    |
| 3       | RFA           | 2  | 3      | 6      | 11    |
| 4       | Països Baixos | 2  | 1      | 3      | 6     |
| 5       | Austràlia     | 1  | 5      | 6      | 12    |
| 6       | Regne Unit    | 0  | 1      | 4      | 5     |
| 7       | França        | 0  | 1      | 1      | 2     |
| 8       | Brasil        | 0  | 1      | 0      | 1     |
| 9       | Suècia        | 0  | 0      | 2      | 2     |
| 10      | Bèlgica       | 0  | 0      | 1      | 1     |
| 10      | Romania       | 0  | 0      | 1      | 1     |
| 10      | Suïssa        | 0  | 0      | 1      | 1     |
| 10      | Veneçuela     | 0  | 0      | 1      | 1     |